# Магдалена Кіщиньська
Магдалена Кіщиньська (пол. Magdalena Kiszczyńska; нар. 14 квітня 1988) — колишня польська тенісистка.
Найвищу одиночну позицію світового рейтингу — 293 місце досягла 8 жовтня 2007, парну — 147 місце — 27 липня 2009 року.
Здобула 3 одиночні та 18 парних титулів туру ITF.

## Фінали ITF
| турніри $50,000 |
| турніри $25,000 |
| турніри $10,000 |

### Одиночний розряд: 7 (3–4)
| Результат | Ранг | Дата            | Турнір              | Покриття | Суперниця              | Рахунок       |
| --------- | ---- | --------------- | ------------------- | -------- | ---------------------- | ------------- |
| Перемога  | 1.   | 19 травня 2003  | ITF Олецько, Польща | Ґрунт    | Домініка Лузарова      | 6–2, 3–0 ret. |
| Поразка   | 2.   | 23 травня 2004  | ITF Гдиня, Польща   | Ґрунт    | Клаудія Янс-Ігначик    | 4–6, 6–3, 3–6 |
| Поразка   | 3.   | 11 липня 2004   | ITF Торунь, Польща  | Ґрунт    | Кароліна Косіньська    | 6–4, 5–7, 1–6 |
| Перемога  | 4.   | 9 жовтня 2006   | ITF Лагос, Нігерія  | Тверде   | Лаура Зігемунд         | 6–4, 6–2      |
| Перемога  | 5.   | 2 червня 2007   | ITF Олецько, Польща | Ґрунт    | Олександра Малярчикова | 6–2, 6–1      |
| Поразка   | 6.   | 2 червня 2007   | ITF Олецько, Польща | Ґрунт    | Едита Сеплуха          | 2–6, 0–6      |
| Поразка   | 7.   | 29 березня 2009 | ITF Гонесс, Франція | Ґрунт    | Юлія Бабілон           | 6–3, 3–6, 4–6 |

### Парний розряд: 28 (18–10)
| Результат | Ранг | Дата              | Турнір                       | Покриття   | Партнерка              | Суперниці                                        | Рахунок             |
| --------- | ---- | ----------------- | ---------------------------- | ---------- | ---------------------- | ------------------------------------------------ | ------------------- |
| Поразка   | 1.   | 24 серпня 2003    | ITF Кендзежин-Козьле, Польща | Ґрунт      | Кароліна Косіньська    | Івета Ґрелова Зузана Земенова                    | 5–7, 3–6            |
| Перемога  | 2.   | 25 березня 2006   | ITF Parioli, Італія          | Ґрунт      | Сімона Матей           | Стефанія К'єппа Валентіна Сульпіціо              | 6–3, 6–2            |
| Перемога  | 3.   | 25 червня 2006    | ITF Давос, Швейцарія         | Ґрунт      | Луціє Кріґсманнова     | Еріка Кларке Лорена Вільялобос Крус              | 6–1, 7–6(4)         |
| Перемога  | 4.   | 26 лютого 2007    | ITF Бухен, Німеччина         | Килим (i)  | Нікола Франькова       | Ева-Марія Гох Ліза Сабіно                        | w/o                 |
| Перемога  | 5.   | 20 квітня 2007    | ITF Хвар, Хорватія           | Ґрунт      | Міхаела Бузернеску     | Емілі Баке Каролина Йованович                    | 6–4, 6–2            |
| Поразка   | 6.   | 5 травня 2007     | ITF Макарська, Хорватія      | Ґрунт      | Анастасія Полторацька  | Марі Андерссон Надя Рома                         | w/o                 |
| Поразка   | 7.   | 14 липня 2007     | ITF Торунь, Польща           | Ґрунт      | Наталія Колат          | Сандра Мартинович Штефані Феґеле                 | 6–2, 4–6, 3–6       |
| Поразка   | 8.   | 20 липня 2007     | ITF Звевегем, Бельгія        | Ґрунт      | Кароліна Косіньська    | Кім Кілсдонк Елісе Тамаела                       | 6–3, 4–6, 3–6       |
| Поразка   | 9.   | 1 серпня 2007     | ITF Коїмбра, Португалія      | Тверде     | Яніна Вікмаєр          | Кіра Надь Неуза Сілва                            | 3–6, 6–3, 5–7       |
| Перемога  | 10.  | 12 вересня 2007   | ITF Софія, Болгарія          | Ґрунт      | Міхаела Бузернеску     | Жоана Кортез Тельяна Перейра                     | 6–4, 6–7(2), [10–4] |
| Перемога  | 11.  | 2 жовтня 2007     | ITF Мітилена, Греція         | Тверде     | Ольга Брозда           | Ніколе Клеріко Анна Куманту                      | 6–2, 7–6(3)         |
| Перемога  | 12.  | 9 жовтня 2007     | ITF Волос, Греція            | Килим      | Ольга Брозда           | Юстина Єгйолка Анастасія Васильєва               | 6–3, 7–6(5)         |
| Перемога  | 13.  | 17 березня 2008   | ITF Рим, Італія              | Ґрунт      | Ксенія Мілевська       | Джулія Гатто-Монтіконе Федеріка Кверча           | 6–0, 6–4            |
| Перемога  | 14.  | 27 травня 2008    | ITF Олецько, Польща          | Ґрунт      | Ольга Брозда           | Анні Йоранссон Ганне Скак Єнсен                  | 6–4, 6–2            |
| Перемога  | 15.  | 1 липня 2008      | ITF Торунь, Польща           | Ґрунт      | Ольга Брозда           | Міхаела Бузернеску Анастасія Пивоварова          | 4–6, 6–4, [10–2]    |
| Перемога  | 16.  | 12 серпня 2008    | ITF Палич, Сербія            | Ґрунт      | Ольга Брозда           | Мервана Югич-Салкич Теодора Мирчич               | 6–3, 7–6(5)         |
| Перемога  | 17.  | 2 вересня 2008    | ITF Брно, Чехія              | Ґрунт      | Ольга Брозда           | Гана Бірнерова Даріна Седенкова                  | 6–2, 6–2            |
| Поразка   | 18.  | 9 лютого 2009     | ITF Майорка, Іспанія         | Ґрунт      | Сімона Добра           | Неда Козич Лаура Торп                            | 3–6, 6–2, [3–10]    |
| Перемога  | 19.  | 16 березня 2009   | ITF Ам'єн, Франція           | Ґрунт      | Ольга Брозда           | Б'янка Хинку Анаїс Лорендон                      | 6–2, 6–1            |
| Перемога  | 20.  | 23 березня 2009   | ITF Гонесс, Франція          | Ґрунт      | Ольга Брозда           | Мартіна Качіотті Ніколе Клеріко                  | 6–1, 6–2            |
| Поразка   | 21.  | 13 вересня 2009   | ITF Денен, Франція           | Ґрунт      | Теодора Мирчич         | Олена Чалова Ксенія Ликіна                       | 4–6, 3–6            |
| Перемога  | 22.  | 1 березня 2010    | ITF Ліон, Франція            | Тверде (i) | Ольга Брозда           | Елена Богдан Стефані Вонгсуті                    | 5–7, 6–4, [10–6]    |
| Поразка   | 23.  | 8 березня 2010    | ITF Діжон, Франція           | Тверде (i) | Ольга Брозда           | Естель Гізар Анаїс Лорендон                      | 5–7, 5–7            |
| Перемога  | 24.  | 12 квітня 2010    | ITF Тессендерло, Бельгія     | Ґрунт (i)  | Емма Лайне             | Ольга Брозда Барбара Собашкевич                  | 6–4, 6–1            |
| Поразка   | 25.  | 4 липня 2010      | ITF Штутгарт, Німеччина      | Ґрунт      | Еріка Сема             | Менді Мінелла Ірена Павлович                     | 3–6, 4–6            |
| Перемога  | 26.  | 7 серпня 2011     | ITF Ілава, Польща            | Ґрунт      | Huỳnh Phương Đài Trang | Кароліна Косіньська Александра Росольська        | 2–6, 6–3, [10–7]    |
| Поразка   | 27.  | 22 серпня 2011    | ITF Шарлеруа, Бельгія        | Ґрунт      | Кароліна Влодарчак     | Лу Цзяцзін Лу Цзясян                             | 3–6, 0–6            |
| Перемога  | 28.  | 21 листопада 2011 | ITF Ла-Валь-д'Уйшо, Іспанія  | Ґрунт      | Вікторія Голубич       | Івонне Кавальє Реймерс Арабела Фернандес Рабенер | 7–5, 3–6, [10–8]    |